# DefSTAR Records
DefSTAR Records是日本索尼音樂娛樂旗下的日本唱片公司。

## 概要
2001年1月由日本索尼音樂娛樂的制作部門分化。初代執行董事由日本華納音樂執行董事社長吉田敬擔任。DefSTAR是新詞、語源是「Def＝酷」+「STAR＝創造新的明星」的意思。標誌記號是模仿星中的首字放大的D。

## 歷史
- 1997年 - 日本索尼音樂娛樂內的吉田敬根據T企劃開始[1]。
- 2000年 - defsterlekoz開始[1]。
- 2001年1月 - 日本索尼音樂娛樂的製作部門分化。吉田敬就任執行董事[1]。
- 2003年7月 - 吉田敬退職。執行董事由藤原俊輔就任。
- 2008年4月 - 小林和之就任執行董事。

## 所屬藝人

### 現在的所屬藝人
- amplified
- Yellow Cherry
- immi（所屬事務所GRANDFUNK INC.）
- Kylee
- CHiAKi KURiYAMA
- CHEMISTRY
- 小西真奈美（所屬事務所CATAMARAN）
- Sunbrain
- 星羅
- 辻詩音（所屬事務所イー・スマート）
- D-CLAN
- NIRGILIS
- 平井堅
- FLiP
- pe'zmoku
- monobright（所屬事務所Amuse）
- universe（所屬事務所Stardust Promotion）
- Lil'B
- ON/OFF（所屬事務所マジソンミュージックアカデミー）
- ROOKiEZ is PUNK'D
- kanon×kanon
- mc2
- AGGRESSIVE DOGS a.k.a UZI-ONE

### 過去所屬的藝人
- 移籍
  - AKB48（You, Be Cool!/King Records）
  - 奥田美和子（BMG JAPAN→Cocoon）
  - Sowelu（rhythm zone）
  - NORTHERN BRIGHT（Sony Records→LD&K Records）
  - the brilliant green（日本華納音樂）
    - 川瀨智子
    - Tommy february6
    - Tommy heavenly6

  - 私立惠比壽中學（移籍至SME Records）
  - 分島花音（所属事務所Hit&Run）
- GARNiDELiA（移籍至SME Records）
- Aimer（移籍至SME Records）
- 解散・引退
  - YeLLOW Generation
  - KGDR
  - KILLERS
  - DEV PARADE
  - ナチュラル ハイ（所屬事務所ダブルスター）
  - 平川地一丁目（所屬事務所ダブルスター）
    - 林直次郎
    - 中央特快

  - BEAT CRUSADERS（所屬事務所HIGH WAVE）
  - LONG SHOT PARTY

## 腳註
1. 1 2 3 4  . Musicman-NET. 2003-08-26  [2010-09-02]. （原始内容存档于2010-10-11）.

## 外部連結
- 会社案内 - SONY・音樂團體公式網站內
- DefSTAR Records OFFICIAL SITE